# Kanzel Moutiers (Ille-et-Vilaine)

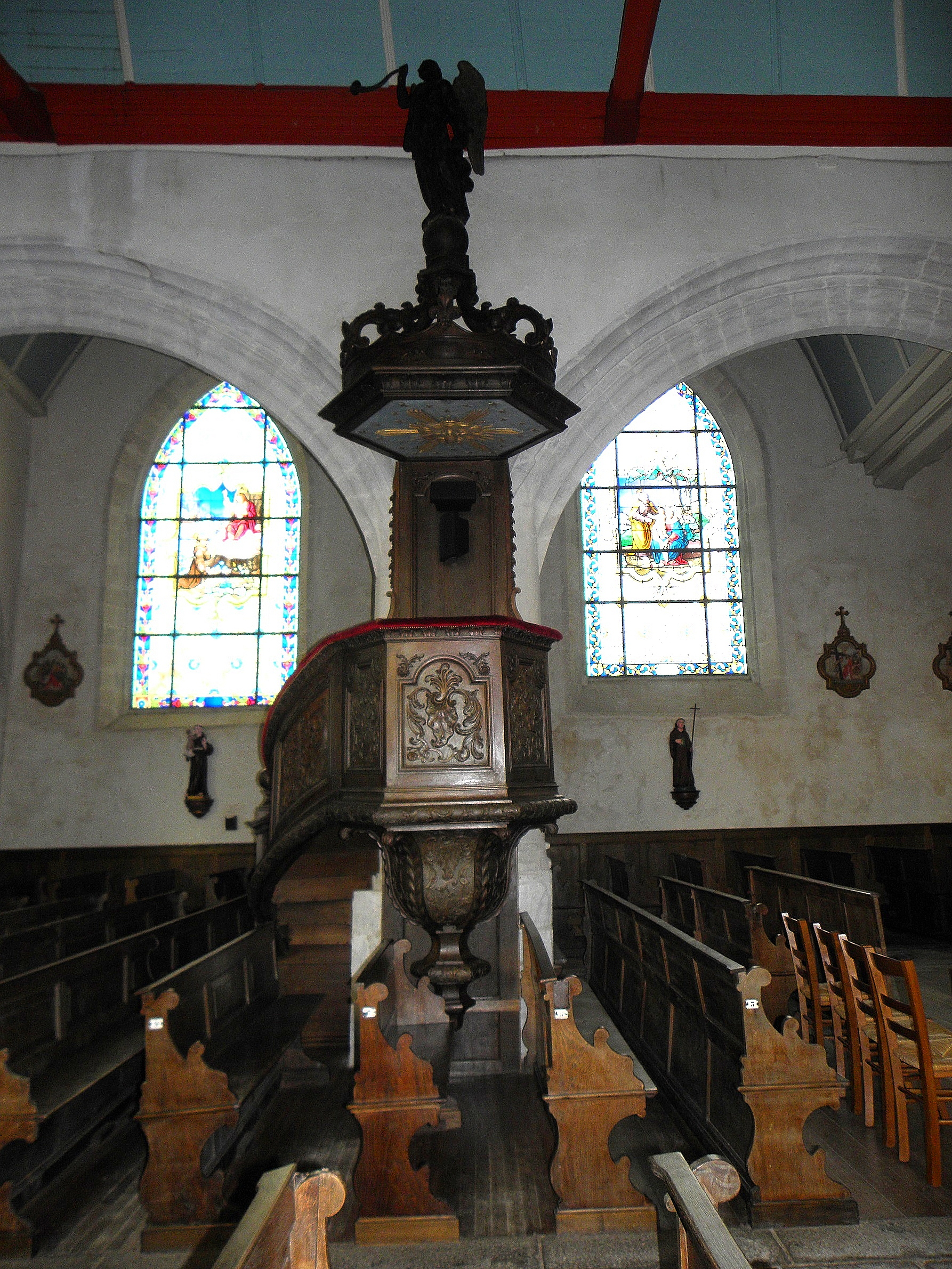
Kanzel in Moutiers

Die Kanzel in der katholischen Kirche St-Martin in Moutiers, einer französischen Gemeinde im Département Ille-et-Vilaine in der Region Bretagne, wurde 1786 geschaffen. Die Kanzel wurde 1951 als Monument historique in die Liste der geschützten Objekte (Base Palissy) in Frankreich aufgenommen.
Die Kanzel aus Eichenholz wird von einem Schalldeckel mit einer aufgesetzten Krone geschmückt und von einem musizierenden Engel mit Trompete bekrönt. Geschnitzte Lilien und Kleeblätter wechseln sich ab. An der Unterseite ist eine Heiliggeisttaube angebracht. 
Der Kanzelkorb und die Treppenverkleidung sind mit floralen Schnitzereien und Muscheln dekoriert. 

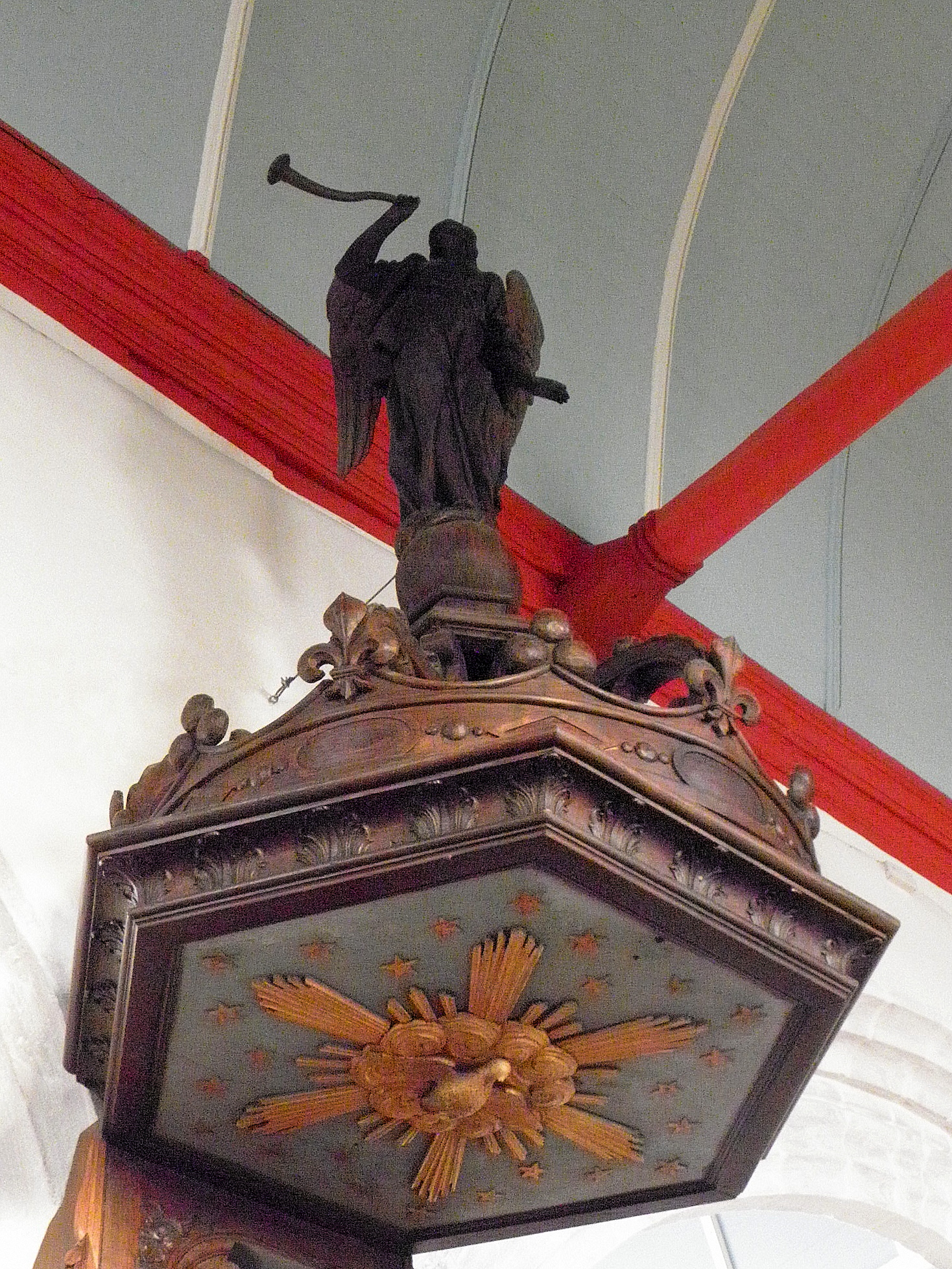
Schalldeckel
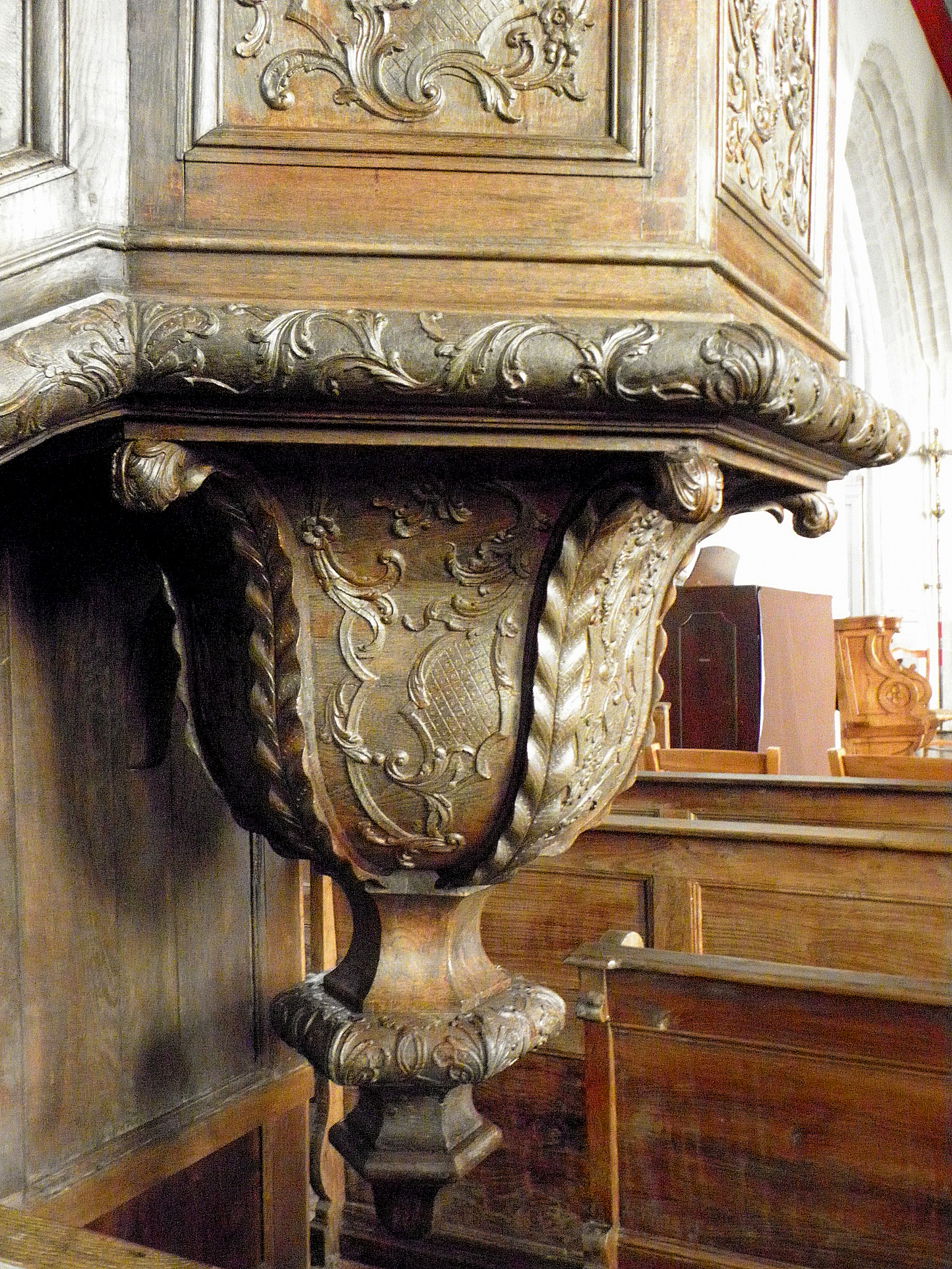
Unterteil des Kanzelkorbs und Stütze
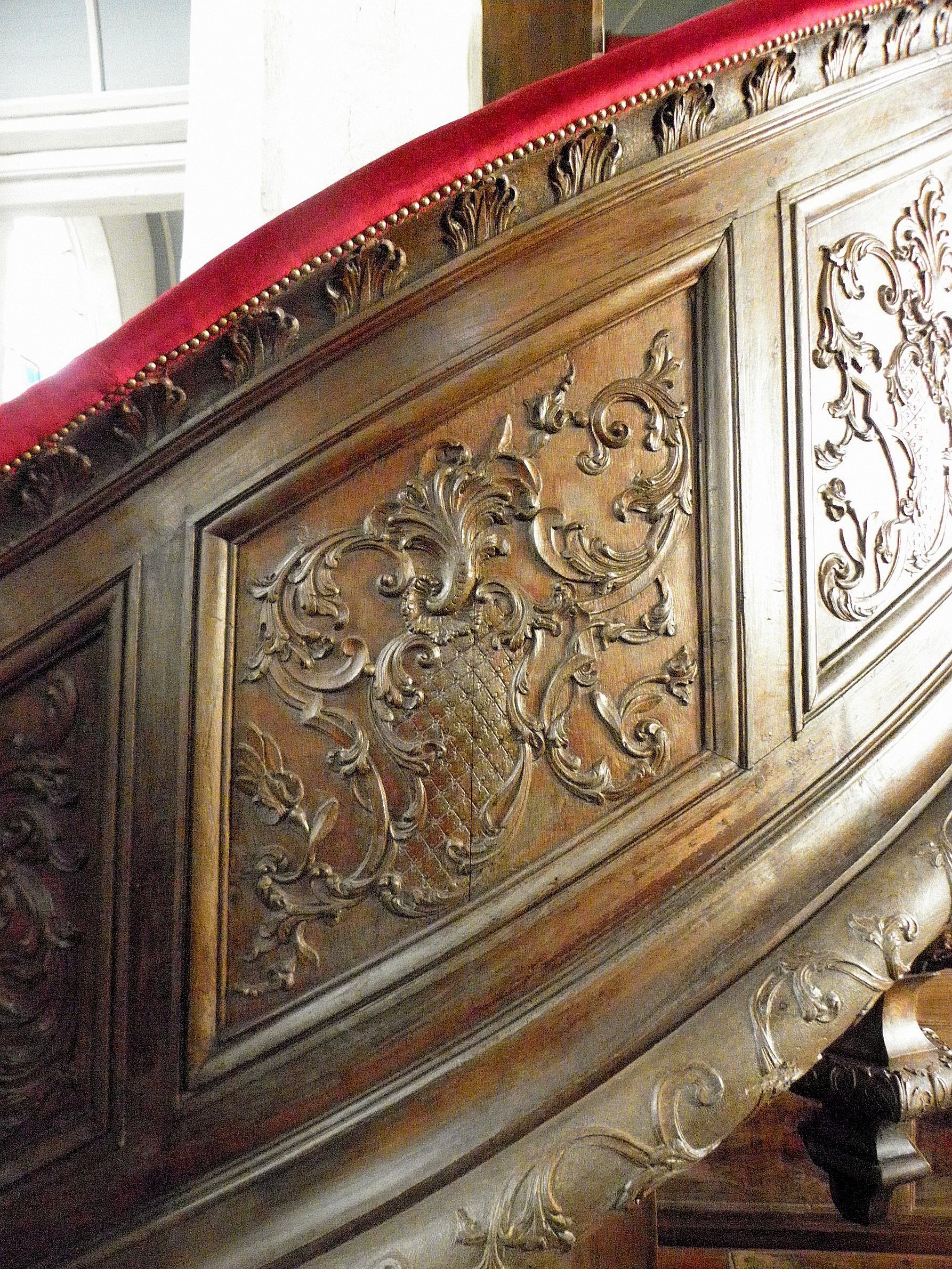
Treppenverkleidung